# Hockey Club Asiago 1954-1955
Questa pagina contiene i dati relativi alla stagione hockeystica 1954-1955 della società di hockey su ghiaccio HC Asiago.

## Campionato
- Piazzamento: 1º posto in serie B (girone C).

Vince anche il girone finale della serie B ma perde lo spareggio promozione contro l'Ortisei (ultimo in serie A).

## Roster
- Giorgio Ambrosini
- Antonio Benetti
- Raffaele Bonetti
- Bruno Bonomo
- Didier Bonomo
- Pierantonio Bonomo
- Antonio Chiesa
- Gianni Corà
- Cesare Gios
- Cristiano Rigoni
- Domenico Rigoni
- Giorgio Rigoni
- Valerio Rigoni
- Vittorio Rigoni
- Domenico Rodighiero
- Giorgio Sartori
- Giancarlo Scaggiari

### Allenatore
?